# Zalaszentmihályfa
Koordináták: é. sz. 46° 49′ 56″, k. h. 16° 44′ 55″46.832222°N 16.748611°E

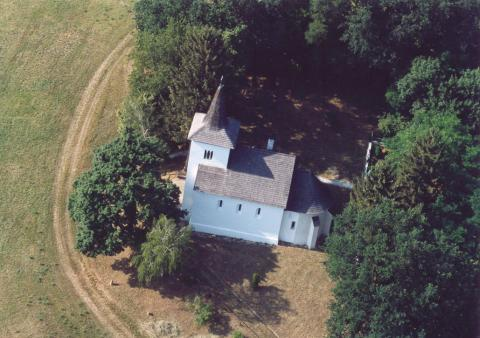
Szent Mihály-templom

Zalaszentmihályfa egykori község Zala vármegyében, Göcsejben. 1949-ben szűnt meg, amikor területét felosztották Böde és Hottó között. Lakott része Hottóhoz tartozik, azonban a falu nevét ismertté tevő középkori műemlék templom Bödéhez, mivel az a falun kívül, mintegy egy kilométerre található a Böde felé tartó út mellett.

## Története
Zalaszentmihályfa helyén már az Árpád-korban is település állt. 1763-1787 között, az első katonai felméréskor a térkép még 2 települést jelölt: Alsó- és Felső Szentmihályfát. Zalaszentmihályfa 1949 előtt önálló település volt.
A falut és templomát 1424-ben említették először az írásos források. A török időben elpusztult a falu és temploma is. 1750 körül állították helyre, és épült fel a közelében a falu is.
Egy 1933-bó való, a faluról szóló leírás a határában lévő és akkor még használható, török időkből való kápolnáját említi. 1920-ban 165, 1933-ban 185 lakosa volt. Az ekkor színmagyar, római katolikusnak írt község a zarándi körjegyzőséghez tartozott, vezetője Molnár József községi bíró volt.
Az 1919. évi népszámláláskor Zalaszentmihályfának 175 római katolikus, magyar lakosa volt és ekkor Zala vármegye Zalaegerszegi járásához tartozott.

## Nevezetességei
- Szent Mihály-templom a település határában.